# Елина Даниелян
Елина Даниелян (на арменски: Էլինա Դանիելյան) е арменска шахматистка, гросмайстор, шесткратна шампионка на Армения по шахмат. 

## Биография
Даниелян е родена в столицата на Азербайджан Баку, тогава в Азербайджанска ССР в рамките на СССР на 16 август 1978 г. Баща ѝ ѝ показва правилата на шахмата когато Елина е на 5 години. Когато е на седем, Даниелян завършва втора на първенството на Баку за момичета до 14 години. През 1988 г. семейството на Даниелян е принудено да се премести в арменската столица Ереван. През 1991 г. печели титлата в шампионата на ОНД за до 18-годишни, провел се в кримския град Симферопол в последната година, когато той се провежда поради разпадането на СССР и има силни участници. 
Участва на XXX Шахматна олимпиада в столицата на Филипини Манила през 1992 като състезателка на Армения и печели 5 точки от 9 възможни на трета дъска.  Веднага след това става световна шампионка за девойки до 14 години на турнир в германския град Дуисбург. През 1993 г. печели световната титла за момичета до 16 години на първенството в столицата на Словакия Братислава. Същата година печели бронзов медал от Европейското първенство за до 20-годишни в чешкия град Литомисл.  Също така става шампионка на Армения за първи път. 
През 1994 г. става европейска вицешампионка за до 18-годишни на турнира в гръцкия град Ханя. На Шахматата олимпиада в руската столица Москва изпълнява нормата за гросмайсторка и става първата арменска гросмайсторка в историята на страната.  Играе на първа дъска и печели 9 точки от 13 възможни. По този начин завършва шеста в индивидуалното класиране.  Печели и втората си титла на Армения при жените. 
Даниелян е лидерка на отбора на Армения (с изключение през 2006 г., когато играе на втора дъска) в няколко отборни състезания  – Шахматните олимпиади през 1996, 1998, 2000, 2002, 2004, 2008, 2010 и 2012. През 1999 г. печели третата си титла от първенството на Армения за жени. 
През 2001 г. печели титлата на първото европейско първенство по ускорен шах за жени в беларуската столица Минск. През 2003 г. получава титлата международен майстор, а през 2003 г. заедно с Лилит Мкъртчан и Нели Агинян печели европейското първенство за жени. В турнира печели 7 от 9 точки на първа дъска и получава златен медал за най-добро индивидуално постижение на първенството. Същата година е избрана за „Най-добър спортист на годината“ на Армения и е удостоена с медала „Мовсес Хоренаци“ за високи резултати, приноси и развитие на шахмата в Армения.  През 2002, 2003 и 2004 г. печели титлите в първенството по шахмат за жени на Армения. 
През 2005 г. става съоснователка на шахматния клуб „МИКА“, окйто през септември 2005 г. завършва на осмо място в Европейската клубна купа по шахмат за жени. През 2006 г. клубът печели европейската купа в отбор Далиеля, Мая Чибурданидзе, Нино Курстидзе и Нели Агинян. 
През 2007 г. покрива първата си гросмайсторска норма (за мъже) на турнир в гръцкия град Кавала. През октомври отборът на „МИКА“ печели брозов медал от Европейската клубна купа в турския град Анталия, а през ноември Арменският женски национален отбор по шахмат печели бронзов медал на Европейското отборно първенство в Крит, където Даниелян печели 6,5 от 9 точки и печели сребърен медал на първа дъска. В края на годината е номинирана като част от 10-те най-добри спортисти на годината и е наградена от президента на олимпийския комитет с медал за заслуги и приноси към националния спорт. 
През сезон 2008/09 играе за отбора от Гронинген „Hotels.nl“ и завършва на второ място в холандското първенство. През октомври 2008 г. с ЕЛО от 2513 заема десето място в класирането по рейтинг на ФИДЕ, което я прави най-високо класираната арменска шахматистка в историята. 
На турнира от сериите „Гран При“ в Истанбул през 2009 г. печели сребърен медал с 8 от 11 точки и покрива втората си гросмайсторска норма. През август 2010 г. покрива третата си и последна гросмайсторска норма на турнира в Кавала и получава гросмайсторска титла на 81. конгрес на ФИДЕ по време на Шахматната олимпиада в Ханти-Мансийск. 
Даниелян завършва на второ място на турнира от сериите „Гран При“ 2009/11 в Доха с 8 от 11 точки.  Печели бронзов медал от Европейското първенство през 2011 г., проведено в столицата на Грузия Тбилиси. 
Най-добрият ѝ ЕЛО рейтинг е 2521. 

## Резултати

### Шахматни олимпиади
Даниелян участва на всички шахматни олимпиади между 1992 и 2012 г., като с изключение на турнирите през 1992 и 2006 г. играе на първа дъска. Най-добрите ѝ резултати са две индивидуални и две отборни шести места. 
| г.   | титла | дъска | ЕЛО преди турнира | точки | партии | + | = | - | %    | ЕЛО противници | ЕЛО за турнира | отборно класиране | индивидуално класиране |
| 2012 | ГМ    | 1     | 2476              | 6½    | 10     | 5 | 3 | 2 | 65   | 2367           | 2477           | 6                 | 10                     |
| 2010 | ИМ    | 1     | 2466              | 7½    | 11     | 6 | 3 | 2 | 68.2 | 2359           | 2492           | 11                | 11                     |
| 2008 | ИМ    | 1     | 2513              | 5½    | 10     | 4 | 3 | 3 | 55   | 2418           | 2454           | 6                 | 16                     |
| 2006 | ИМ    | 2     | 2422              | 8½    | 12     | 6 | 5 | 1 | 70.8 | 2327           | 2485           | 8                 | 6                      |
| 2004 | ИМ    | 1     | 2437              | 7     | 13     | 3 | 8 | 2 | 53.8 | 2330           | 2359           | 11                | 40                     |
| 2002 | ЖГМ   | 1     | 2389              | 7     | 12     | 6 | 2 | 4 | 58.3 | 2278           | 2335           | 15                | 24                     |
| 2000 | ЖГМ   | 1     | 2389              | 6½    | 12     | 4 | 5 | 3 | 54.2 | 2352           | 2381           | 10                | 28                     |
| 1998 | ЖГМ   | 1     | 2395              | 5     | 10     | 4 | 2 | 4 | 50   | 2348           | 2348           | 21                | 35                     |
| 1996 | ЖГМ   | 1     | 2330              | 8½    | 13     | 6 | 5 | 2 | 65.4 | 2251           | 2361           | 20                | 8                      |
| 1994 | ЖММ   | 1     | 2320              | 9     | 13     | 7 | 4 | 2 | 69.2 | 2255           | 2396           | 24                | 6                      |
| 1992 |       | 3     | 2025              | 5     | 9      | 4 | 2 | 3 | 55.6 | 2143           | 2186           | 33                | 20                     |

### Отборни световни първенства за жени
Даниелян участва на всички отборни световни първенства за жени с изключение през 2013 г. Два пъти завършва четвърта, веднъж пета и веднъж десета в индивидуалносто класиране. 
| г.   | титла      | дъска      | ЕЛО преди турнира | точки      | партии     | +          | =          | -          | %          | ЕЛО противници | ЕЛО за турнира | отборно класиране | индивидуално класиране |
| 2015 | ГМ         | 1          | 2488              | 4½         | 8          | 3          | 3          | 2          | 56.3       | 2416           | 2459           | 7                 | 5                      |
| 2013 | не участва | не участва | не участва        | не участва | не участва | не участва | не участва | не участва | не участва | не участва     | не участва     | не участва        | не участва             |
| 2011 | ГМ         | 1          | 2497              | 4½         | 8          | 4          | 1          | 3          | 56.3       | 2422           | 2465           | 6                 | 4                      |
| 2009 | ММ         | 1          | 2489              | 3½         | 9          | 3          | 1          | 5          | 38.9       | 2467           | 2387           | 5                 | 10                     |
| 2007 | ММ         | 1          | 2424              | 5          | 8          | 3          | 4          | 1          | 62.5       | 2388           | 2483           | 8                 | 4                      |

## Семейство и личен живот
През юли 2008 г. Даниелян се жени за Александер ван Пелт в Ереван и се премества да живее във Виншотен край Гронинген в северна Нидерландия, но прекарва време и в Ереван. 
Включена е в списъка на най-известните арменки на 20 век. 